# Despina Papamichail
Despina Papamichail (griechisch Δέσποινα Παπαμιχαήλ, * 9. Februar 1993 in Athen) ist eine griechische Tennisspielerin.

## Karriere
Papamichail, die mit neun Jahren mit dem Tennissport begann, bevorzugt laut ITF-Profil für ihr Spiel den Hartplatz. Sie tritt vor allem auf Turnieren der ITF Women’s World Tennis Tour an, auf denen sie bereits 17 Einzel- und 39 Doppeltitel gewinnen konnte. Weiters gewann sie 2023 zwei Doppeltitel auf WTA-Challenger-Turnieren.
Im Jahr 2010 spielte Papamichail erstmals für die griechische Billie-Jean-King-Cup-Mannschaft; ihre Billie-Jean-King-Cup-Bilanz weist bislang 31 Siege bei 29 Niederlagen aus.

## Turniersiege

### Einzel
| Nr. | Datum              | Turnier             | Kategorie   | Belag        | Finalgegnerin           | Ergebnis         |
| --- | ------------------ | ------------------- | ----------- | ------------ | ----------------------- | ---------------- |
| 1.  | 19. September 2010 | Mytilini            | ITF $10.000 | Hartplatz    | Anna Zaja               | 3:6, 6:3, 7:5    |
| 2.  | 1. Mai 2011        | Vic                 | ITF $10.000 | Sand         | Victoria Larrière       | 7:68, 6:1        |
| 3.  | 15. Mai 2011       | Iraklio             | ITF $10.000 | Hartplatz    | Nicole Rottmann         | 6:1, 3:6, 6:2    |
| 4.  | 22. Juni 2014      | Scharm asch-Schaich | ITF $10.000 | Hartplatz    | Anna Morgina            | 6:1, 6:3         |
| 5.  | 6. Mai 2017        | Akkon               | ITF $15.000 | Hartplatz    | Sadafmoch Tolibowa      | 6:1, 6:2         |
| 6.  | 1. Juli 2017       | Tel Aviv            | ITF $15.000 | Hartplatz    | Estelle Cascino         | 7:64, 6:3        |
| 7.  | 9. Juli 2017       | Prokuplje           | ITF $15.000 | Sand         | Maryna Tschernyschowa   | 3:6, 7:65, 6:3   |
| 8.  | 3. September 2017  | Antalya             | ITF $15.000 | Sand         | Bárbara Gatica          | 6:3, 6:3         |
| 9.  | 10. September 2017 | Antalya             | ITF $15.000 | Sand         | Carolina M. Alves       | 6:1, 6:4         |
| 10. | 17. September 2017 | Antalya             | ITF $15.000 | Sand         | Raluca Georgiana Șerban | 3:6, 6:2, 7:66   |
| 11. | 19. Mai 2018       | San Severo          | ITF $15.000 | Sand         | Simona Waltert          | 6:1, 6:2         |
| 12. | 21. April 2019     | Kairo               | ITF W15     | Sand         | Nastja Kolar            | 6:3, 4:6, 6:4    |
| 13. | 14. Juli 2019      | Getxo               | ITF W25     | Sand (Halle) | Sandra Samir            | 6:2, 6:4         |
| 14. | 21. Juli 2019      | Aschaffenburg       | ITF W25     | Sand         | Jule Niemeier           | 6:2, 5:7, 6:2    |
| 15. | 27. Juni 2021      | Charleston          | ITF W60     | Sand         | Gabriela Cé             | 1:6, 6:3, 6:3    |
| 16. | 13. Juli 2025      | Buzău               | ITF W35     | Sand         | Patricia Maria Țig      | 6:4, 1:0 Aufgabe |
| 17. | 3. August 2025     | Knokke-Heist        | ITF W35     | Sand         | Anouck Vrancken Peeters | 6:1, 6:2         |

### Doppel
| Nr. | Datum              | Turnier                  | Kategorie      | Belag             | Partnerin                  | Finalgegnerinnen                            | Ergebnis          |
| --- | ------------------ | ------------------------ | -------------- | ----------------- | -------------------------- | ------------------------------------------- | ----------------- |
| 1.  | 3. März 2012       | Bron                     | ITF $10.000    | Hartplatz (Halle) | Diāna Marcinkēviča         | Justine Ozga Isabella Shinikova             | 7:5, 7:5          |
| 2.  | 10. März 2012      | Dijon                    | ITF $10.000    | Hartplatz (Halle) | Diāna Marcinkēviča         | Jana Sisikowa Alison Van Uytvanck           | 7:5, 7:67         |
| 3.  | 14. Juli 2012      | Turin                    | ITF $10.000    | Sand              | Lucia Cervera-Vazquez      | Estelle Guisard Katharina Negrin            | 3:6, 6:3, [10:6]  |
| 4.  | 18. August 2012    | Locri                    | ITF $10.000    | Sand              | Sara Sorribes Tormo        | Kana Daniel Nastassia Rubel                 | 6:1, 6:0          |
| 5.  | 16. Februar 2013   | Scharm asch-Schaich      | ITF $10.000    | Hartplatz         | Alice Savoretti            | Elena-Teodora Cadar Patricia Maria Țig      | 6:3, 6:4          |
| 6.  | 27. April 2013     | San Severo               | ITF $10.000    | Sand              | Giulia Sussarello          | Martine Ditlev Malou Ejdesgaard             | 6:1, 6:4          |
| 7.  | 16. August 2013    | Locri                    | ITF $10.000    | Sand              | Federica Di Sarra          | Alice Matteucci Camilla Rosatello           | 6:3, 3:6, [10:4]  |
| 8.  | 26. April 2014     | Iraklio                  | ITF $10.000    | Hartplatz         | Polina Leikina             | Marie Benoît Kimberley Zimmermann           | 6:2, 6:2          |
| 9.  | 21. Juni 2014      | Scharm asch-Schaich      | ITF $10.000    | Hartplatz         | Arabela Fernández Rabener  | Mai El Kamash Yasmin Hamza                  | 6:3, 6:3          |
| 10. | 13. September 2014 | Sofia                    | ITF $25.000    | Sand              | Lina Gjorcheska            | Rebecca Šramková Julia Terziyska            | 6:1, 6:4          |
| 11. | 19. Dezember 2014  | Navi Mumbai              | ITF $25.000    | Hartplatz         | Nina Stojanović            | Miyabi Inoue Miki Miyamura                  | 7:65, 6:2         |
| 12. | 2. Mai 2015        | Pula                     | ITF $25.000    | Sand              | Nastja Kolar               | Diana Buzean Alice Matteucci                | 6:1, 2:6, [10:8]  |
| 13. | 30. Mai 2015       | Scharm asch-Schaich      | ITF $10.000    | Hartplatz         | Alice Matteucci            | Elena-Teodora Cadar Eleni Kordolaimi        | 6:3, 6:4          |
| 14. | 6. Juni 2015       | Scharm asch-Schaich      | ITF $10.000    | Hartplatz         | Alice Matteucci            | Grace Dixon Ella Leivo                      | 6:1, 6:3          |
| 15. | 1. August 2015     | Rom                      | ITF $25.000    | Sand              | Claudia Giovine            | Tara Moore Conny Perrin                     | 6:4, 7:62         |
| 16. | 29. August 2015    | Woking                   | ITF $25.000    | Hartplatz         | Claudia Giovine            | Harriet Dart Katy Dunne                     | 6:2, 6:1          |
| 17. | 5. September 2015  | Antalya                  | ITF $10.000    | Hartplatz         | Nina Stojanović            | Cristiana Ferrando Chiara Grimm             | 1:6, 6:1, [10:5]  |
| 18. | 12. September 2015 | Santa Margherita di Pula | ITF $10.000    | Sand              | Carla Touly                | Nina Stadler Kimberley Zimmermann           | 6:3, 6:4          |
| 19. | 22. Februar 2016   | Hammamet                 | ITF $10.000    | Sand              | Chantal Škamlová           | Petra Januskova Swjatlana Piraschenka       | 6:2, 6:75, [10:5] |
| 20. | 19. März 2016      | Hammamet                 | ITF $10.000    | Sand              | Georgia Brescia            | Alice Balducci Claudia Giovine              | 4:6, 6:2, [10:7]  |
| 21. | 1. Mai 2016        | Scharm asch-Schaich      | ITF $10.000    | Hartplatz         | Samantha Murray            | Ola Abou Zekry Jaqueline Cristian           | 6:3, 6:2          |
| 22. | 8. Mai 2016        | Scharm asch-Schaich      | ITF $10.000    | Hartplatz         | Samantha Murray            | Nidhi Chilumula Rishika Sunkara             | 3:6, 6:2, [10:1]  |
| 23. | 7. August 2016     | Târgu Jiu                | ITF $10.000    | Sand              | Jaqueline Cristian         | Julieta Estable Daniela Farfan              | 6:75, 6:0, [10:5] |
| 24. | 20. August 2016    | Scharm asch-Schaich      | ITF $10.000    | Hartplatz         | Ana Veselinović            | Berfu Cengiz Dhruthi Tatachar Venugopal     | 7:64, 1:6, [10:5] |
| 25. | 19. November 2016  | Iraklio                  | ITF $10.000    | Hartplatz         | Manon Arcangioli           | Emilie Francati Sarah Beth Grey             | 6:4, 6:2          |
| 26. | 28. Januar 2017    | Hammamet                 | ITF $15.000    | Sand              | Laura Pigossi              | Victoria Muntean Sun Xuliu                  | 6:3, 4:6, [10:5]  |
| 27. | 6. Mai 2017        | Acre                     | ITF $15.000    | Hartplatz         | Vlada Ekshibarova          | Shelly Krolitzky Maya Tahan                 | 6:4, 6:3          |
| 28. | 14. Juli 2018      | Versmold                 | ITF $60.000    | Sand              | Pemra Özgen                | Olga Danilović Nina Stojanović              | 1:6, 6:2, [10:4]  |
| 29. | 21. Juli 2018      | Darmstadt                | ITF $25.000    | Sand              | Martina Colmegna           | Romy Kölzer Aymet Uzcátegui                 | 6:4, 3:6, [10:6]  |
| 30. | 13. Oktober 2018   | Riba-roja de Túria       | ITF $25.000    | Sand              | Aliona Bolsova Zadoinov    | Marina Bassols Ángela Fita Boluda           | 6:2, 6:2          |
| 31. | 20. April 2019     | Kairo                    | ITF W15        | Sand              | Melanie Klaffner           | Júlia Konishi Camargo Silva Katja Malikowa  | 6:3, 6:1          |
| 32. | 27. April 2019     | Kairo                    | ITF W15        | Sand              | Simona Waltert             | Rana Sherif Ahmed Mayar Sherif              | 6:3, 6:2          |
| 33. | 14. September 2019 | Frýdek-Místek            | ITF W25        | Sand              | Lea Bošković               | Oana Georgeta Simion Julia Wachaczyk        | 6:3, 6:2          |
| 34. | 9. Oktober 2021    | Loulé                    | ITF W25        | Hartplatz         | Natalija Stevanović        | Francisca Jorge Matilde Jorge               | 6:2, 7:5          |
| 35. | 11. Juni 2022      | Caserta                  | ITF W60        | Sand              | Camilla Rosatello          | Francisca Jorge Matilde Jorge               | 4:6, 6:2, [10:6]  |
| 36. | 11. Februar 2023   | Mexiko-Stadt             | ITF W40        | Hartplatz         | Raluca Șerban              | Yuliana Lizarazo María Paulina Pérez García | 3:6, 6:4, [10:4]  |
| 37. | 19. August 2023    | Barranquilla             | WTA Challenger | Hartplatz         | Valentini Grammatikopoulou | Yuliana Lizarazo María Paulina Pérez García | 7:62, 7:5         |
| 38. | 3. Dezember 2023   | Buenos Aires             | WTA Challenger | Sand              | María Carlé                | María Paulina Pérez García Sofia Sewing     | 6:3, 4:6, 11:9    |
| 39. | 23. März 2024      | Alaminos Larnaca         | ITF W35        | Sand              | Francesca Curmi            | Leonie Küng Eliz Maloney                    | 6:3, 6:2          |
| 40. | 8. Juni 2024       | Caserta                  | ITF W75        | Sand              | Yuliana Lizarazo           | Ali Collins María Paulina Pérez García      | 4:6, 6:3, [10:3]  |
| 41. | 2. August 2025     | Knokke-Heist             | ITF W35        | Sand              | Anastasia Abbagnato        | Yara Bartashevich Sarah van Emst            | 7:5, 6:1          |